# S8 (ubåt)
S8 är en sovjetisk ubåt som sänktes under krigsåret 1942 och lokaliserades utanför Öland 1999. Den upptäcktes av Marcus Runeson, Stefan Fransson, Mats Karlsson och Sture Hultqvist som med hjälp av en sidescan sonar kunde zooma in ubåten. Egentligen var de ute för att fotografera ett helt annat vrak utanför Öland, men ville samtidigt passa på att kolla upp ett tips de fått från en fiskare, som fastnat med nätet i något på botten. Ekolodets scanner gav utslag och ett långsmalt föremål visades på dataskärmen, för att undersöka saken närmare tog Runeson och Fransson på sig tuberna och dök. Nere i det mörka vattnet såg de snart hur konturerna av en ubåt sakta växte fram.

## Ubåten
Ubåten från andra världskriget var utrustad med skarpladdade vapen och ett fyrtiotal döda besättningsmän antas finnas kvar ombord. På skrovet hittades en automatkanon och en skarpladdad torped. Möjligen kan ytterligare ett tiotal torpeder finnas kvar inuti båten.
Fartygets längd är 78 meter och vikten lär ha varit 837 ton. Ubåtsvraket ligger på cirka 50 meters djup och är kluvet mitt itu, brottet strax framför tornet tyder på en kraftig explosion. Fören ligger omkullvräkt på ena sidan ett tiotal meter från resten av ubåtskroppen som står i ett upprätt läge på botten. En teori är att fartyget gått på en tysk mina, men man vet inte säkert. Eftersom döda kroppar fortfarande kan ligga kvar ombord ska vraket respekteras som en gravplats.

## S-serien
Ubåten antas ha ingått den sovjetiska S-serien. Femton sådana ubåtar sänktes under 1940-talets första hälft vilket nästan var halva ubåtsflottan. Några förutom S8 var S2, S4, S6, S7, SC 305, SC 406, SC 317. Ubåtarna hade en besättning på 40–50 man och deras uppgift var att "störa" tyska trupp- och malmtransporter som gick med svenska lastfartyg mellan norra Sverige och Tyskland. Ubåten S7 som sänktes av finska torpeder 1942 påträffades 1998 i Stockholms skärgård. SC 305 ligger på 136 meters djup utanför Grisslehamn. De övriga är olokaliserade men ligger sannolikt som vrak i Östersjön.